# كلورفينسين
كلورفينسين Chlorphenesin هو مرخي عضلي يستخدم لعلاج ألم العضلات وتشنجها. وله أيضا خصائص مضادة للجراثيم والفطريات، لذلك تم تصنيفه من قبل الWHO كمضاد فطري موضعي.

## الاستعمال الطبي
كلورفينسين Chlorphenesin يمنع النبضات العصبية (أو إحساسات الألم ) التي يتم إرسالها إلى الدماغ.
مجموعة غير متجانسة من العقاقير المستخدمة لاسترخاء العضلات تقبل فيه كعوامل مانعة عصبية عضلية. لديها الاستخدامات السريرية والعلاجية الأولية في علاج تشنج العضلات والجمود المصاحبة الضغوط، والالتواء، وإصابة الظهر، وإلى درجة أقل، إصابات الرقبة.

## المأمونية
الضرر المحتمل منه هو حدوث تفاعلات تحسسية عند تطبيقه على الجلد.
التسمم الجهازي من عبر الجلد لم يلاحظ عند الاستخدام، على الرغم من أن FDA يشجع استخدامه كعنصر في كريم حلمة الثدي للأمهات المرضعات.

## الخصائص الفيزيائية
درجة الانصهار 86-92 درجة مئوية.